# 天草市立宮田小学校
天草市立宮田小学校（あまくさしりつ みやたしょうがっこう）は、かつて熊本県天草市倉岳町宮田にあった公立小学校。

## 沿革
- 1874年（明治7年）7月11日 - 宮田小学校開設
- 1905年（明治38年）5月 - 宮田尋常高等小学校と改称
- 1908年（明治41年）3月30日 - 宮田尋常小学校と改称
- 1922年（大正11年）3月30日 - 宮田尋常高等小学校と改称
- 1941年（昭和16年）4月1日 - 国民学校令で宮田国民学校と改称
- 1947年（昭和22年）4月1日 - 学制改革で宮田村立宮田小学校と改称
- 1955年（昭和30年） - 町村合併で、倉岳村立宮田小学校と改称
- 1960年（昭和35年） - 町制施行で、倉岳町立宮田小学校と改称
- 2006年（平成18年）3月27日 - 市町村合併により天草市立宮田小学校に改称
- 2008年（平成20年） - 棚底小学校、浦小学校と統合し倉岳小学校となる